# Oussolka
La rivière Oussolka (en russe : Усолка) est un cours d'eau de Russie qui arrose le kraï de Krasnoïarsk, en Sibérie orientale. C'est un affluent de la Tasseïeva en rive gauche, donc un sous-affluent de l'Ienisseï par la Tasseïeva puis par l'Angara.

## Géographie
L'Oussolka draine un bassin de 10 800 km2. Son débit moyen mesuré près de son point de confluence est de 23,0 m3/s. 
L'Oussolka naît au sud-ouest du plateau de l'Angara, partie méridionale du grand plateau de Sibérie centrale. Elle coule globalement en direction du nord-nord-ouest parallèlement au cours de l'Ienisseï. Elle finit par se jeter dans la Tasseïeva en rive gauche.
L'Oussolka est habituellement prise par les glaces depuis la deuxième quinzaine d'octobre ou la première quinzaine de novembre, jusqu'au début du mois de mai.

## Villes traversées
- Dzerjinskoïe
- Tasseïevo

## Affluent
- La Mourma en rive gauche.

## Hydrométrie - Les débits mensuels à Troïtsk
Le débit de l'Oussolka a été observé pendant 44 ans (1946-1990) à Troïtsk, station hydrométrique située à plus ou moins 69 kilomètres de son confluent avec la Tasseïeva et à une altitude de 115 mètres. 
Le débit inter annuel moyen ou module observé à Troïtsk sur cette période était de 20,7 m3/s pour une surface prise en compte de 9 070 km2, soit plus ou moins 84 % du bassin versant total de la rivière qui couvre 10 800 km2. 
La lame d'eau écoulée dans cette partie du bassin atteint ainsi le chiffre de 72 millimètres par an, ce qui peut être considéré comme assez médiocre, mais normal dans le contexte des cours d'eau de plaine de cette région, caractérisés par un écoulement moyen fort modéré. 
Cours d'eau alimenté avant tout par la fonte des neiges, mais aussi par les pluies estivales et automnales, l'Oussolka a un régime nivo-pluvial. 
Les hautes eaux se déroulent au printemps, de fin avril à début juin, avec un sommet important en mai, ce qui correspond au dégel et à la fonte des neiges. Au mois de juin puis de juillet, le débit baisse fortement, mais il se stabilise par après jusqu'à la fin de l'automne sibérien, tout en baissant quelque peu chaque mois.
Au mois de novembre, le débit de la rivière s'affaisse à nouveau, ce qui mène à la période des basses eaux. Celle-ci a lieu de novembre à mi-avril inclus et correspond aux intenses gelées hivernales. 
Le débit moyen mensuel observé en mars (minimum d'étiage) est de 2,22 m3/s, soit plus ou  moins 2 % du débit moyen du mois de mai (117 m3/s), ce qui souligne l'amplitude élevée des variations saisonnières. Ces écarts de débit mensuel peuvent être plus marqués d'après les années : sur la durée d'observation de 44 ans, le débit mensuel minimal a été de 1,01 m3/s en février 1982, tandis que le débit mensuel maximal s'élevait à 284 m3/s en mai 1966.
En ce qui concerne la période libre de glaces (de mai à septembre inclus), le débit minimal observé a été de 3,40 m3/s en septembre 1973.  